# Höhnchen
Höhnchen ist ein aus einem Einzelhof bestehender Wohnplatz, der zur Stadt Lohmar im Rhein-Sieg-Kreis in Nordrhein-Westfalen gehört.

## Geographie
Höhnchen liegt im Nordwesten des Stadtgebiets von Lohmar. Umliegende Ortschaften und Weiler sind Honrath und Birken im Norden, Birken und Windlöck im Nordosten, Rosauel im Osten, Wahlscheid im Südosten, Schiffarth im Süden, Scheid im Südwesten, Schiefelbusch im Westen, Broich, Weilerhohn und Stumpf im Nordwesten.
Nordwestlich von Höhnchen entspringt der Steffensbach, ein orographisch rechter Nebenfluss der Agger. Südwestlich des Ortes entspringt ein namenloser rechter Nebenfluss des Steffensbach.

## Geschichte
Im Jahre 1885 hatte Höhnchen acht Einwohner, die in einem Einzelhaus lebten.
Bis 1969 gehörte Höhnchen zu der bis dahin eigenständigen Gemeinde Wahlscheid.

## Verkehr
Westlich von Höhnchen verläuft die Landesstraße L 84.